# 遠藤ゆりか
遠藤 ゆりか（えんどう ゆりか、1994年6月24日 - ）は、2013年から2018年に活動していた日本の声優、歌手。最終所属はスワロウ。東京都出身。

## 来歴
2012年、高校在校中に『第6回全日本アニソングランプリ』決勝大会出場。高校時代は軽音部でアニソンを歌っていたという。
同年、『第2回ぽにきゃん 声たまグランプリオーディション2012』でグランプリを獲得する。その後、『第1回ぽにきゃん 声たまグランプリオーディション』でグランプリを獲得した高橋花林とユニット「YURI*KARI」を結成、2013年4月17日にテレビアニメ『断裁分離のクライムエッジ』ED曲「君と二人」でメジャーデビューした。
同年、テレビアニメ『ダイヤのA』の吉川春乃役で声優デビュー。2014年2月5日、GLAYのHISASHIプロデュースのもと、テレビアニメ『Z/X IGNITION』のエンディングテーマ「モノクロームオーバードライブ」でソロデビュー。同作のアフレコは「モノクロームオーバードライブ」の収録後に行なったという。
2017年12月17日、体調不良が重なったことを理由に2018年5月末を予定に芸能活動から引退することが、所属事務所から公表された。2018年2月14日には、同年5月9日にファイナルアルバムである“「Emotional Daybreak」SINGLES BEST”が発売され、ファイナルライブである「YURIKA ENDO FINAL LIVE-Emotional Daybreak-」が同年6月1日に開催されることも発表された。その後、このファイナルライブを最後に、正式に芸能界を引退した。
引退直前の同年5月24日に自身のTwitterで、ファイナルアルバムの収録後にもTOKYO LOGICチームと楽曲の収録をしていたことを明かし、「最後のお土産、気長に待っててね」とツイートした。遠藤の引退から約1年半後の2019年11月20日、Cygamesのスマートフォン向け新作タイトル（『ワールドフリッパー』）のティザーサイトのBGMとして、ヒゲドライVAN feat.遠藤ゆりかによる新曲「Ceremony」が使用された。同楽曲はそのまま同ゲームのメインテーマとなっており、また、翌2020年1月24日に限定発売された同ゲームのサウンドトラックCDの特典ディスク『WORLD FLIPPER イメージソング集』2種類に同曲の他、遠藤歌唱の「It's Not Over」「Ultimate Bomb」「I wish」が収録された。特典ディスクのジャケットには遠藤の写真が使用されており、一方のディスクジャケットには「最後の歌った曲たちです」とのメッセージも書かれている。

## 人物
高校時代はアニソンのカバーバンドでボーカルを担当していた。趣味はアニメを観ること、漫画を読むこと、音楽を聴くこと。好きな歌手は黒崎真音、椎名林檎、ポルノグラフィティ、好きなジャンルはスクリーモ。
アニメは、中学までは『鋼の錬金術師』のような全日帯アニメが中心で、深夜アニメを見ることはなかったという。好きなアニメには『STEINS;GATE』を挙げている。

## 後任
遠藤の引退に伴い、持ち役を引き継いだ声優は以下の通り。
| 後任       | 役名                  | 概要作品                           | 代役・後任の初担当作品                                         |
| ---------- | --------------------- | ---------------------------------- | -------------------------------------------------------------- |
| 和氣あず未 | 水島愛梨              | 『オルタナティブガールズ』         | 2018年11月30日更新分                                           |
| 佐伯伊織   | 倉敷舞子              | 『八月のシンデレラナイン』         | 2018年5月28日更新分                                            |
| 佐伯伊織   | 下呂美月              | 『温泉むすめ』                     | 2018年5月活動以降                                              |
| 佐伯伊織   | 蝶ヶ崎ほのめ          | 『Z/X -Zillions of enemy X-』      | ドラマCD『ニグたんの呼び声』                                   |
| 中島由貴   | 今井リサ              | 『BanG Dream!』                    | ライブイベント『BanG Dream! 5th☆LIVE Day2:Roselia -Ewigkeit-』 |
| 中島由貴   | 聖鎧姫 ロト・ユーティ | 『ウチの姫さまがいちばんカワイイ』 | 2018年12月31日以降                                             |
| 山村響     | ヤマダ                | 『プロジェクト東京ドールズ』       | 2018年6月22日以降                                              |
| 日岡なつみ | スミレ                | 『消滅都市』                       | テレビアニメ版                                                 |
| 佐倉綾音   | 吉川春乃              | 『ダイヤのA』                      | 『ダイヤのA actII』                                            |
| 香里有佐   | 法皇テムオリン        | 『悠久のユーフォリア』             | 2019年4月活動以降                                              |
| 峯田茉優   | RoRo                  | 『蒼き雷霆 ガンヴォルト 爪』       | 『白き鋼鉄のX THE OUT OF GUNVOLT』                             |
| 鈴木みのり | 鯨井棚子              | 『まじもじるるも』                 | 『まじもじるるも 完結編』                                      |

## 出演
太字はメインキャラクター。

### テレビアニメ
2013年
- 断裁分離のクライムエッジ（同級生）
- ダイヤのA（2013年 - 2016年、吉川春乃〈初代〉） - 2シリーズ

2014年
- Z/X IGNITION（御影藍那）
- 桜Trick（坂井理奈、女子生徒）
- まじもじるるも（鯨井棚子）
- デンキ街の本屋さん（女の子C）
- 結城友奈は勇者である -結城友奈の章-（生徒）

2015年
- 響け!ユーフォニアム（吹奏楽部員）

2016年
- リルリルフェアリル〜妖精のドア〜（はるか）
- DAYS（女の子）
- 怪獣娘 〜ウルトラ怪獣擬人化計画〜（2017年 - 2018年、ウインダム / 白銀レイカ） - 2シリーズ

2017年
- BanG Dream!（今井リサ〈初代〉）
- カブキブ!（女性アナウンス）
- ひなこのーと（女性）
- 天使の3P!（紅葉谷希美）

### OVA
- 響け！ユーフォニアム「かけだすモナカ」（2015年、チームもなか[初出 13]） - 第1期Blu-ray第7巻収録番外編

### Webアニメ
- アニメで分かる心療内科（2015年、官越あすな[30][初出 4]）

### ゲーム
2014年
- アイドルクロニクル（ルリ）
- 魔都紅色幽撃隊（曳目てい）

2015年
- 絶対迎撃ウォーズ（キーヨ）
- 超銀河秘球 コズミックボール（リュンカ・ブルーメ）
- ヴァリアントナイツ（アメリア＝スカーレッド）
- VALKYRIE DRIVE -SIREN-（アリエル・フォッシュ）
- メイデンクラフト（藤野アカネ）
- リベリオンブレイド（ユネッサ）

2016年
- Caligula -カリギュラ-（2016年 - 2018年） - 2作品
- 蒼き雷霆 ガンヴォルト 爪（RoRo〈初代〉）
- ウチの姫さまがいちばんカワイイ（聖鎧姫 ロト・ユーティ〈初代〉）
- オルタナティブガールズ（水島愛梨〈初代〉）
- グリムノーツ（マッチ売りの少女）
- クロスワールド（シリンダ）
- ゴッドオブハイスクール【神スク】（看護師ヒール）
- 三国志ものがたり（張飛）
- 実況パワフルプロ野球シリーズ（片桐恋） - 2作品
- 消滅都市2（スミレ）
- ドリフトガールズ（植村沙代）
- モン娘☆は〜れむ（ウインダム）
- 一血卍傑-ONLINE-（ナキサワメ）

2017年
- IMPLOSION（ゾイ）
- 追放選挙（蓬茨苺恋）
- 八月のシンデレラナイン（倉敷舞子〈初代〉）
- バンドリ！ガールズバンドパーティ！（2017年 - 2018年、今井リサ〈初代〉）
- プロジェクト東京ドールズ（ヤマダ〈初代〉）

2024年
- カルドアンシェル（RoRo＜蒼き雷霆 ガンヴォルト 爪＞） - ライブラリ出演

### ドラマCD
- 魔法少女オーバーエイジ -kawaii songs collection- (2015年、島津くれは[50])
- Z/X -Zillions of enemy X- NC DramaCD (3)「ソトゥミサ放送局 R」（2015年、蝶ヶ崎ほのめ）
- 温泉むすめ ドラマCD Vol.1『SPRiNGS Collection』（2017年、下呂美月[51]）
- 蒼き雷霆 ガンヴォルト 爪 機械仕掛けの儚夢（2017年、RoRo）

### ラジオCD
- ラジオCD「アイドルクロニクル〜ちゃけずにラジオがんばります〜」Vol.1

### ラジオ
※はインターネット配信。
- 三森すずこと遠藤ゆりかの「まじもじラジオ」（2014年、HiBiKi Radio Station※）[52]
- アイドルクロニクル 〜ちゃけずにラジオがんばります〜（2015年、音泉※）[53]
- 遠藤ゆりかの今夜もユリーカ!（2015年 - 2018年、声優グランプリチャンネル※）[54]
- 「温泉むすめ」ぷれぜんつ的なうぇぶらじお!みみぽか!!〜ゆーも遊びに来ちゃいなYOH!〜（2017年 - 2018年、アニメイトタイムズ※）

### インターネットテレビ
- 闘会議高校パワプロ部（2015年 - 2016年、ニコニコ生放送）
- 月2学園パワプロ部（2016年、ニコニコ生放送）
- ゆゆスク!（2016年 - 2017年、ニコニコ生放送）[55]
- オルガルコミット＠天国'sApp（2016年 - 2017年、ニコニコ生放送）
- 天使の3P!ニコ生♪活動日誌（2017年 - 2018年、ニコニコ生放送）

### 舞台
- ダイヤのA The LIVE（2016年 - 2017年、吉川春乃[56]） - 3作品[一覧 5]

### 映像商品
- 温泉むすめ SPRiNGS 2nd LIVE BD 〜聖夜にワッチョイナ!!〜（2018年4月）[57]

### その他コンテンツ
- メディアミックスプロジェクト『温泉むすめ』（2016年 - 2018年、下呂美月〈初代〉[58]）

## ディスコグラフィ

### シングル
|            | 発売日         | タイトル                     | 規格品番   | 規格品番          | 規格品番   | オリコン 最高位 |
| 初回限定盤 | 発売日         | タイトル                     | 通常盤     | きゃにめ.jp限定盤 |            | オリコン 最高位 |
| ---------- | -------------- | ---------------------------- | ---------- | ----------------- | ---------- | --------------- |
| 1st        | 2014年2月5日   | モノクロームオーバードライブ | PCCG-01383 | PCCG-70199        |            | 41位            |
| 2nd        | 2014年8月6日   | ふたりのクロノスタシス       | PCCG-01414 | PCCG-70218        | 55位       |                 |
| 3rd        | 2017年4月26日  | Melody and Flower            |            | PCCG-70367        | SCCG-00020 | 40位            |
| 限定       | 2015年11月25日 | はじまりのうた               |            |                   | SCCG-00008 |                 |

### アルバム
| 発売日       | タイトル                                      | 規格品番   | オリコン最高位 |
| ------------ | --------------------------------------------- | ---------- | -------------- |
| 2018年5月9日 | YURIKA ENDO「Emotional Daybreak」SINGLES BEST | PCCG-01674 | 34位           |

### 映像作品
| 発売日         | タイトル                                   | 規格品番                                       |
| -------------- | ------------------------------------------ | ---------------------------------------------- |
| 2018年10月31日 | 遠藤ゆりか FINAL LIVE -Emotional Daybreak- | SCXP-75（きゃにめ限定盤） PCXP-50607（通常盤） |

### タイアップ曲
| 楽曲                         | タイアップ                                       | 時期   |        |
| ---------------------------- | ------------------------------------------------ | ------ | ------ |
| モノクロームオーバードライブ | テレビアニメ『Z/X IGNITION』エンディングテーマ   | 2014年 |        |
| ふたりのクロノスタシス       | テレビアニメ『まじもじるるも』エンディングテーマ | 2014年 |        |
| Melody and Flower            | ゲーム『追放選挙』テーマソング                   | 2017年 | 2019年 |

### キャラクターソング
| 発売日   | 商品名                                                                      | 歌 | 楽曲 | 備考                                                             |
| 2014年   | 2014年                                                                      | 2014年 | 2014年 | 2014年                                                           |
| -------- | --------------------------------------------------------------------------- | --- | --- | ---------------------------------------------------------------- |
| 4月9日   | SAKURA♪SONG ALBUM SAKURA*SAKU -桜*作-                                       | SAKURA*TRICK | 「桜Sweet Kiss」 | テレビアニメ『桜Trick』エンディングテーマ                        |
| 5月28日  | 未来へつなげ                                                                | D応P | 「未来へつなげ」 | テレビアニメ『ダイヤのA』エンディングテーマ                      |
| 5月28日  | 未来へつなげ                                                                | D応P | 「SMILE ON YOU」 | テレビ番組『あにむす！』オープニングテーマ                       |
| 2015年   |                                                                             | | |                                                                  |
| 2月4日   | 魔法少女オーバーエイジ -kawaii songs collection-                            | 島津くれは（遠藤ゆりか） | 「勤労少女の告白」 「All my bravery」 | 『魔法少女オーバーエイジ』関連曲                                 |
| 2月22日  | Z/X -Zillions of enemy X- NC DramaCD (3)「ソトゥミサ放送局 R」              | 蝶ヶ崎ほのめ（遠藤ゆりか）、麗の妙声鳥 迦陵頻伽（鈴木絵理）                                                                              | 「Keeping the faith」 | ドラマCD『Z/X』関連曲                                            |
| 3月4日   | アイドルクロニクル ユニットソングシリーズ 第1弾 誓いのビジョン              | H.Y.R | 「誓いのビジョン」 「弾けてメリーゴーランド」 「Happy Smile Sunshine」 | ゲーム『アイドルクロニクル』関連曲                               |
| 3月4日   | アイドルクロニクル ユニットソングシリーズ 第1弾 誓いのビジョン 〜RURI ver〜 | 京極瑠璃（遠藤ゆりか） | 「今がいつかになる頃に」 | ゲーム『アイドルクロニクル』関連曲                               |
| 2016年   |                                                                             | | |                                                                  |
| 5月3日   | 魔法少女オーバーエイジ-the second brew of Magic-                            | 島津くれは（遠藤ゆりか）、有馬こはく（鈴木愛奈）                                                                                         | 「signs」 | 小説『魔法少女オーバーエイジ』関連曲                             |
| 5月22日  | 魔法少女オーバーエイジ Single is not single II                              | 久坂そらの（飯田里穂）、 島津くれは（遠藤ゆりか）                                                                                        | 「Reason of birth」 | 小説『魔法少女オーバーエイジ』関連曲                             |
| 8月12日  | ルナリア                                                                    | 朝比奈乃々（伊藤美来）、柊つむぎ（上坂すみれ）、水島愛梨（遠藤ゆりか）、広瀬こはる（橋本ちなみ）、織宮結衣（佳村はるか）                 | 「ルナリア」 | ゲーム『オルタナティブガールズ』主題歌                           |
| 10月26日 | 上々↑↑GAO !!/KAIJUハート                                                    | かぷせるがーるず | 「上々↑↑GAO !!」 | Webアニメ『怪獣娘 〜ウルトラ怪獣擬人化計画〜』オープニングテーマ |
| 10月26日 | 上々↑↑GAO !!/KAIJUハート                                                    | かぷせるがーるず | 「KAIJUハート」 | Webアニメ『怪獣娘 〜ウルトラ怪獣擬人化計画〜』エンディングテーマ |
| 2017年   |                                                                             | | |                                                                  |
| 3月16日  | 覚醒〜Alternative Heart〜                                                   | 広瀬こはる（橋本ちなみ）、西園寺玲（木戸衣吹）、水島愛梨（遠藤ゆりか）、天堂真知（安済知佳）、悠木美弥花（竹達彩奈）、橘直美（大空直美） | 「覚醒〜Alternative Heart〜」 | ゲーム『オルタナティブガールズ』関連曲                           |
| 3月18日  | ELECTRO ROTATION                                                            | RoRo（遠藤ゆりか） | 「大祓（イグナイター）」 「多元的宇宙（マルチユニバース）」 「虚空の円環（リング）」 「瑠璃色刹那」 「菫青石（アイオライト）」 「成層圏（ストラトスフィア）」 「藍の運命」 | ゲーム『蒼き雷霆 ガンヴォルト 爪』挿入歌                         |
| 7月26日  | ユノハナプロローグ                                                          | SPRiNGS | 「未来イマジネーション！」 「70億分の9の奇跡」 「青春サイダー」 「Ambition」 「粉雪フレンズ」                                                                              | 『温泉むすめ』関連曲                                             |
| 7月26日  | 追憶カレイドスコープ                                                        | SPRiNGS | 「純情-SAKURA-」 「さよなら花火」 | 『温泉むすめ』関連曲                                             |
| 7月26日  | 追憶カレイドスコープ                                                        | しゃんぷーはっと | 「ロマンスの林檎」 | 『温泉むすめ』関連曲                                             |
| 7月26日  | 羽ばたきのバースデイ                                                        | Baby's breath | 「羽ばたきのバースデイ」 | テレビアニメ『天使の3P!』オープニングテーマ                      |
| 7月26日  | 羽ばたきのバースデイ                                                        | Baby's breath | 「BLUE TEARS」 | テレビアニメ『天使の3P!』関連曲                                  |
| 8月23日  | 楔                                                                          | Baby's breath | 「楔」 | テレビアニメ『天使の3P!』エンディングテーマ                      |
| 8月23日  | 楔                                                                          | Baby's breath | 「Baby’s place」 | テレビアニメ『天使の3P!』関連曲                                  |
| 9月27日  | TVアニメ『天使の3P!』Three Angels Complete Album ♪                          | Baby's breath | 「深海プリズナー」 「HOWLING」 「大切がきこえる」 「INNOCENT BLUE」 「ファーストテイク」 「大切がきこえる 双龍島アレンジ」                                                 | テレビアニメ『天使の3P!』挿入歌                                  |
| 9月27日  | TVアニメ『天使の3P!』Three Angels Complete Album ♪                          | Baby's breath | 「モノクローム果樹園」 | テレビアニメ『天使の3P!』関連曲                                  |
| 10月3日  | 天使の3P! BD・DVD第1巻特典CD                                                | Baby's breath | 「STAND UP!」 | テレビアニメ『天使の3P!』関連曲                                  |
| 10月4日  | Heart Cleaning/リフレイン・ウォーズ                                         | 水島愛梨（遠藤ゆりか） | 「リフレイン・ウォーズ」 | ゲーム『オルタナティブガールズ』関連曲                           |
| 11月2日  | 天使の3P! BD・DVD第2巻特典CD                                                | Baby's breath | 「LOVER SOUL」 | テレビアニメ『天使の3P!』関連曲                                  |
| 11月15日 | Hop Step Jump!                                                              | SPRiNGS | 「Hop Step Jump!」 「おんくり」 | 『温泉むすめ』関連曲                                             |
| 11月24日 | 悠久のユーフォリア ハイレゾ・コンテンツBOOK Vol.1                           | spectre | 「スペクトル」 | 『悠久のユーフォリア』関連曲                                     |
| 11月24日 | 悠久のユーフォリア ハイレゾ・コンテンツBOOK Vol.1                           | 秩序の法皇テムオリン（遠藤ゆりか） | 「流星のおとぎばなし」 | 『悠久のユーフォリア』関連曲                                     |
| 12月2日  | 天使の3P! BD・DVD第3巻特典CD                                                | Baby's breath | 「Believe In…Myself」 | テレビアニメ『天使の3P!』関連曲                                  |
| 2018年   |                                                                             | | |                                                                  |
| 5月3日   | Brand New Stage                                                             | Baby's breath. | 「Brand New Stage」 「Hail to reason」 | テレビアニメ『天使の3P!』関連曲                                  |
| 8月29日  | Doll's Destiny                                                              | DOLLS | 「Doll's Destiny」 「勝利への標」 「永遠メモリー」 | ゲーム『プロジェクト東京ドールズ』関連曲                         |
| 8月29日  | Doll's Destiny きゃにめ特典CD                                               | ヤマダ（遠藤ゆりか） | 「永遠メモリー」 | ゲーム『プロジェクト東京ドールズ』関連曲                         |
| 2020年   |                                                                             | | |                                                                  |
| 3月30日  | DOLLS Songs & Sounds 01                                                     | DOLLS | 「言の葉シンフォニー」 「はじまりのハーモニー」 | ゲーム『プロジェクト東京ドールズ』関連曲                         |

### その他参加楽曲
| 発売日        | 商品名                                                                                      | 歌                            | 楽曲                         | 備考                                                       |
| ------------- | ------------------------------------------------------------------------------------------- | ----------------------------- | ---------------------------- | ---------------------------------------------------------- |
| 2013年4月17日 | 君と二人                                                                                    | YURI*KARI                     | 「君と二人」                 | テレビアニメ『断裁分離のクライムエッジ』エンディングテーマ |
| 2013年4月17日 | 君と二人                                                                                    | YURI*KARI                     | 「春の嵐」                   |                                                            |
| 2014年1月22日 | ディズニー・ロックス!!! ガールズ・パワー！                                                  | YURI*KARI                     | 「It's a Small World」       |                                                            |
| 2020年1月24日 | WORLD FLIPPER Original soundtrack -blue- 購入特典CD「WORLD FLIPPER イメージソング集 VOL.1」 | ヒゲドライVAN feat.遠藤ゆりか | 「Ceremony」                 | ゲーム『ワールドフリッパー』メインテーマ                   |
| 2020年1月24日 | WORLD FLIPPER Original soundtrack -blue- 購入特典CD「WORLD FLIPPER イメージソング集 VOL.1」 | 遠藤ゆりか                    | 「It's Not Over」            | ゲーム『ワールドフリッパー』関連曲                         |
| 2020年1月24日 | WORLD FLIPPER Original soundtrack -red- 購入特典CD「WORLD FLIPPER イメージソング集 VOL.2」  | 遠藤ゆりか                    | 「Ultimate Bomb」 「I wish」 | ゲーム『ワールドフリッパー』関連曲                         |
| 2021年1月15日 | WORLD FLIPPER -SONGS-                                                                       | 遠藤ゆりか                    | 「ワールドフリッパー」       | ゲーム『ワールドフリッパー』関連曲                         |

## ライブ
| 出演日        | タイトル                                   | 会場                       |
| ------------- | ------------------------------------------ | -------------------------- |
| 2014年6月21日 | P's Live! 01                               | ゆうぽうとホール（東京都） |
| 2015年3月8日  | P's Live! 02                               | 横浜アリーナ（神奈川県）   |
| 2016年10月9日 | P's LIVE TORANOMON SP 〜50th Anniversary〜 | ニッショーホール（東京都） |

### ユニットメンバー
1. ↑  美月（藤田咲）、澄（麻倉もも）、理奈（遠藤ゆりか）
2. ↑  若菜（加地綾乃）、吉川春乃（遠藤ゆりか）、藤原貴子（山口立花子）、梅本幸子（花守ゆみり）、夏川唯（高橋花林）、A応P
3. ↑  ヒナ（M・A・O）、ユリア（五十嵐裕美）、ルリ（遠藤ゆりか）
4. ↑  飯田里穂、鈴木愛奈、遠藤ゆりか
5. 1 2  草津結衣奈（高田憂希）、箱根彩耶（長江里加）、秋保那菜子（高橋花林）、有馬輪花（本宮佳奈）、有馬楓花（桑原由気）、下呂美月（遠藤ゆりか）、道後泉海（篠田みなみ）、登別綾瀬（日岡なつみ）、奏・バーデン・由布院（和多田美咲）
6. ↑  秋保那菜子（高橋花林）、登別綾瀬（日岡なつみ）、下呂美月（遠藤ゆりか）
7. 1 2 3 4  五島潤（大野柚布子）、紅葉谷希美（遠藤ゆりか）、金城そら（古賀葵）
8. ↑  悠久のユーフォリア（田中美海）、絶炎の刃を抱く少女ミューギィ・ファナン（飯田里穂）、虹の倉橋聖（花守ゆみり）、天筆のラグランジュ（高田憂希）、秩序の法皇テムオリン（遠藤ゆりか）、冬月澪奈（近藤玲奈）
9. 1 2  サクラ（本渡楓）、ミサキ（Lynn）、シオリ（石原夏織）、レイナ（久保ユリカ）、ヒヨ（鈴木絵理）、ナナミ（佐倉綾音）、アヤ（竹達彩奈）、ユキ（内田真礼）、ヤマダ（遠藤ゆりか）
10. ↑  遠藤ゆりか、高橋花林

### シリーズ一覧
1. ↑  第1期（2013年 - 2015年）、第2期『SECOND SEASON』（2015年 - 2016年）
2. ↑  第1期（2017年）、第2期（2018年）
3. ↑  『Caligula -カリギュラ-』（2016年）、『Caligula Overdose -カリギュラ オーバードーズ-』（2018年）
4. ↑  『実況パワフルプロ野球アプリ』、『サクセススペシャル』
5. ↑  『II』（2016年）、『III』（2016年）、『IV』（2017年）

### 初出話一覧
1. 1 2  第7話初出
2. ↑  第2期 第39話初出
3. ↑  第1期 第4話初出
4. 1 2 3  第1話初出
5. ↑  第3話初出
6. 1 2 3 4  第4話初出
7. 1 2  第2話初出
8. ↑  第13話初出
9. ↑  第6話初出
10. ↑  第2期 第1話初出
11. ↑  第1期 第1話初出
12. ↑  第9話初出
13. ↑  第OVA7話初出